# Virgilijus Valančius
Virgilijus Valančius (* 12. Juni 1963 in Plungė, Litauen) ist ein litauischer Jurist, Richter, Zivilprozessrechtler, Professor der Mykolas-Romer-Universität in Vilnius.

## Leben
1986 absolvierte Virgilijus Valančius das Studium der Rechtswissenschaften an der Universität Vilnius und promovierte von 1998 bis 2000 nach dem Doktorstudium an der Litauischen Rechtsuniversität (heute: Mykolas-Romer-Universität), und ist bisher dort tätig.
Von 1986 bis 1990 arbeitete er in der Staatsanwaltschaft und von 1991 bis 1994 als Richter im Kreisgerichts Vilnius. Von 2002 bis November 2008 war er Gerichtspräsident des Obersten Verwaltungsgerichts Litauens (lit. Lietuvos vyriausiasis administracinis teismas). Von April 2016 bis September 2023 war er Richter am Gericht der Europäischen Union.
Von 1995 bis 2001 war er Leiter der Arbeitsgruppe für die Ausarbeitung des Zivilprozessgesetzbuchs Litauens.